# Zsírnekrózis
A zsírnekrózis (adiponecrosis) egy speciális fajtája a nekrózisnak, amely a zsírszövetet érinti. Leggyakrabban a hasnyálmirigyben megy végbe, ahol gyulladás hatására kiszabadulhatnak az aktivált enzimek (proteázok, foszfolipázok). Ezek elemésztik a zsírsejtek membránját, amelyből így trigliceridek szabadulnak fel, melyeket zsírsavakra és glicerinre bont a lipáz. A szérumból származó Ca2+ ionok pedig szappant képeznek a zsírsavakkal. Ez makroszkóposan krétafehér foltként jelenik meg a hasnyálmirigy állományában, de ráterjedhet az egész hasüregi zsírszövetre is.

## Mikroszkópos megjelenés
Ha maradunk a hasnyálmirigynél, akkor a fiziológiás körülmények között is jelenlévő zsírsejtcsoportok körül megjelennek a nekrotikus zsírsejt csoportok. Előbbiek a szövettani preparáció során kioldódnak és víztiszta citoplazmával rendelkeznek a mikroszkópos képen, utóbbiakban a kalcium-szappanok miatt kékes festődést láthatunk. A nekrotikus sejtekben magfestődés nincsen. A nekrotikus gócot pedig sarjszövet veszi körül, fibroblastokkal, fehérvérsejtekkel.